# Temple de Baalshamin
Ne doit pas être confondu avec Temple de Baal.
Le temple de Baalshamin est un sanctuaire édifié à Palmyre et dédié à l'origine au culte du dieu Baalshamin. Les premières phases de sa construction remontent au IIIe siècle av. J.-C.. Agrandi sous l'empereur romain Hadrien vers 130, reconverti en église au Ve siècle, ce sanctuaire a été, entre 1954 à 1966, fouillé puis restauré par une équipe de l'Institut suisse de Rome. Le monument est détruit par l'État islamique en 2015. Depuis 2017, un projet mené par l'Institut d'Archéologie et de Sciences de l'Antiquité (IASA) de l'Université de Lausanne vise à recenser les archives rattachées au site archéologique et numériser les archives de Paul Collart. Ce projet, en collaboration avec Iconem, a également permis plusieurs modélisations 3D et superpositions avec les images d'archives.

## Localisation
L'ensemble du site archéologique de Palmyre (site funéraire et site urbain) est localisé au sud-ouest de Tadmor, l'actuelle ville de Palmyre. En outre, on constate que le site archéologique de la ville antique de Palmyre est sis au sud-est de la nécropole Nord attenante à celle-ci, ainsi qu'à l'est de la Vallée des tombes. D'autre part, le vestige monumental du sanctuaire de Baalshamin est lui-même situé au sein de la partie orientale de l'ancien ensemble urbain. Par ailleurs, le temple de Baalshamin est distant d'environ 500 m au nord-ouest du temple de Bēl.

## Histoire
Le culte de Baalshamin, divinité d'origine phénicienne, s'est développé à Palmyre sous l'impulsion de la tribu des Benê-Ma'ziyan, ou Bene Maazin, tribu d'origine probablement arabe. Inspiré du temple de Baalshamin de Sia, dans le Hauran, le temple de Palmyre est construit au premier quart du premier siècle de notre ère, vers 17 apr. J.-C. Toutefois, le culte de Baalshamin est attesté, à Palmyre, qu'à partir de 23 apr. J.-C.. Sous le règne de l'empereur romain Tibère — de 14 à 37 apr. J.-C. — Tadmor est incorporée à la province romaine de Syrie (laquelle est créée en 64 av. J.-C.). Tadmor est alors rebaptisée du toponyme romanisé Palmyra signifiant « Oasis de palmier ». Vers 67 apr. J.-C., est élevée la colonnade entourant la grande cour. Le sanctuaire est agrandi et embelli sous le règne d'Hadrien, en 130-131.
Le 23 août 2015, il est détruit par explosion par Daech.

## Fouilles archéologiques

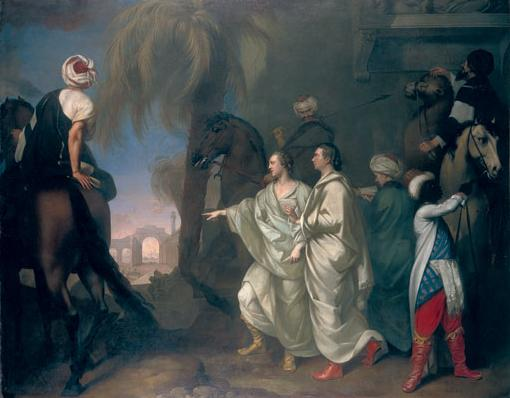
Les explorateurs Robert Wood et James Dawkins devant les ruines de Palmyre (huile de Gavin Hamilton, 1757).

En 1751, une expédition en destination de la Syrie est entreprise par les deux archéologues James Dawkins (1696 - 1766) et Robert Wood (1717 - 1771), afin de mettre au jour les ruines des monuments antiques de Palmyre.

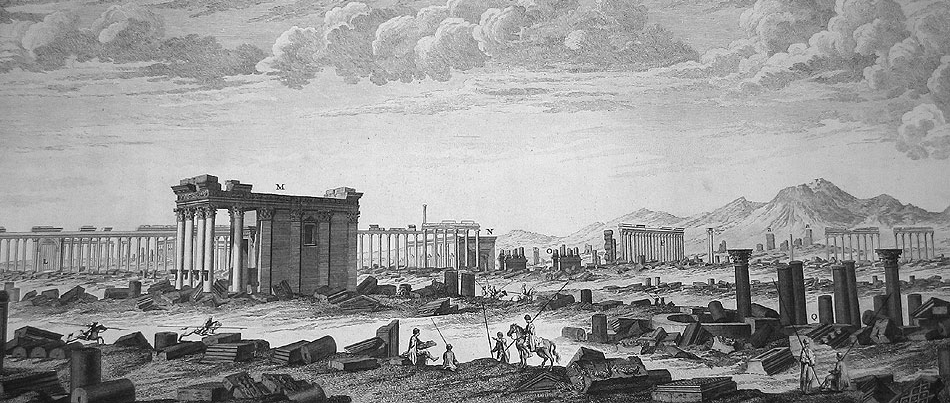
Vue d'ensemble du site archéologique de Palmyre; le Temple de Baalshamin apparaît au premier plan. Estampe de Robert Wood, réalisée en 1753.

Les premières fouilles archéologiques du site de Palmyre sont effectuées en 1753 ; les ruines sont dès lors désensevelies et/ou extraites. À cette occasion, Robert Wood produit de nombreuses estampes figurant fidèlement l'ensemble des monuments mais également une vue d'ensemble du site archéologique. Ces reproductions permettent une première approche dans l'identification architecturale des vestiges antiques.
L'expertise archéologique permet de désigner les ruines monumentales aux Ier et IIe siècles apr. J.-C. En outre, on acquiert avec certitude l'emplacement exact du temple de Baalshamin, ainsi que sa typologie stylistique au cours d'une seconde série de fouilles entreprises en 1756.
En 1953, l’Unesco confie à l'archéologue suisse Paul Collart l’inventaire des biens culturels de la Syrie et du Liban. De 1954 à 1956, celui-ci organise à Palmyre le premier grand chantier archéologique suisse à l’étranger et particulièrement dans le temple de Baalshamin. En 1966, il réalise l’anastylose de plusieurs colonnes dans les portiques du temple.

## Architecture

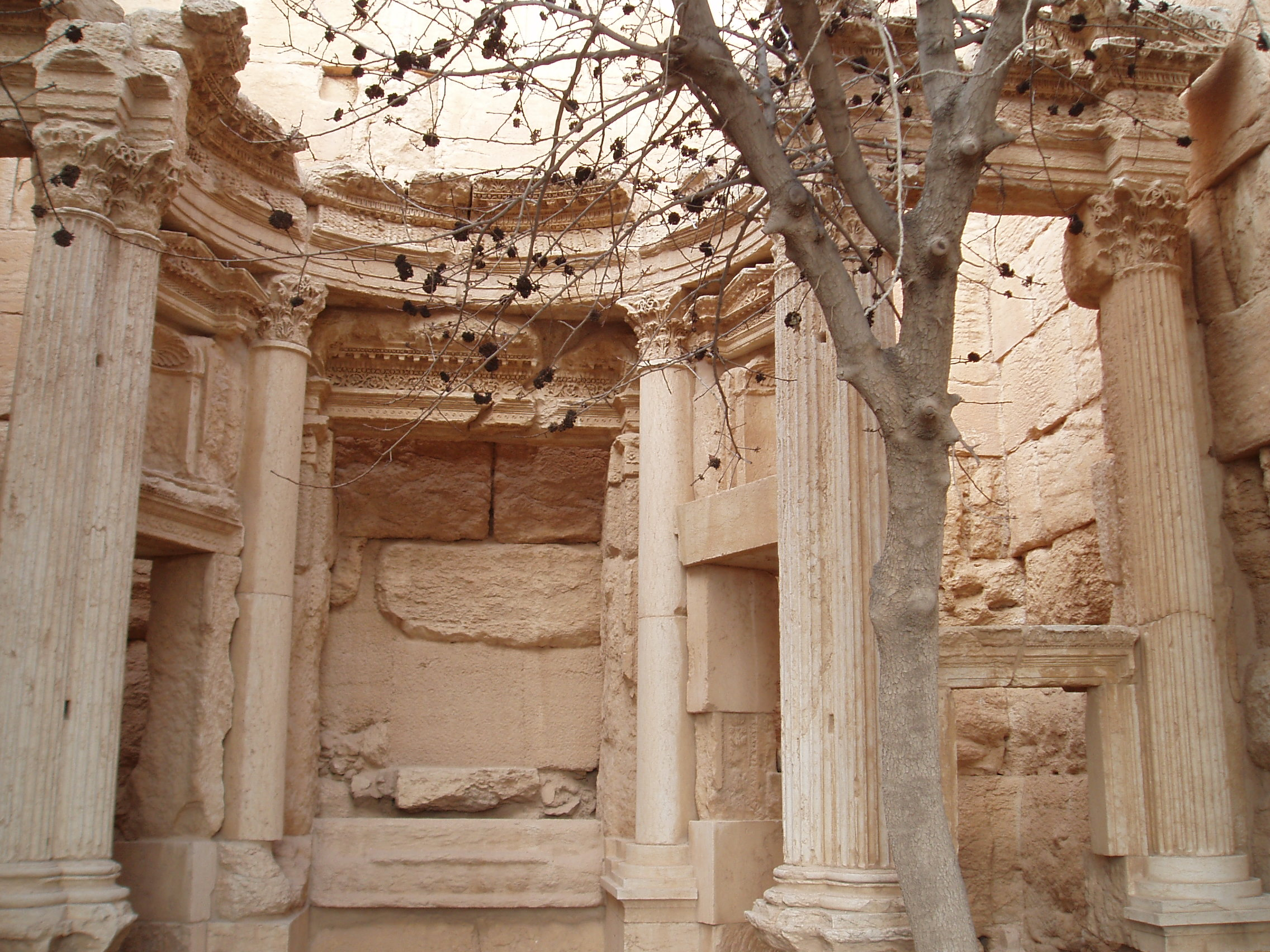
Vue intérieure du temple.

Le temple de Baalshamin présente un style architectural ayant subi deux influences simultanées, à l'instar de la plupart des monuments antiques érigés à Palmyre. De facto, l'architecture générale du sanctuaire palmyrène apparaît comme étant une synthèse des canons gréco-romains et levantins antique.

### Enceinte externe
Les caractéristiques de la colonnade du temple, font de cet élément architectural un prostyle — c'est-à-dire pourvue d'une façade ne comportant qu'une seule rangée de colonnes —. Néanmoins, la colonnade possède également des critères propres à un tétrastyle — dont chaque rangée de colonne compte quatre colonne —. Ce constat confirme que la colonnade est une construction de type corinthien. En outre, il est démontré que la rangée de colonnes, et uniquement celle-ci, est élevée en 17 apr. J.-C., à contrario de la majeure partie du temple qui, elle, est construite au cours du IIe siècle (plus précisément à partir de 130 apr. J.-C..

### Sanctuaire
Le sanctuaire votif proprement dit est bâti en plusieurs phases, ainsi que nous le démontrent les données archéologiques. Celui-ci montre un aspect architectural externe de typologie purement gréco-romaine classique. On peut en revanche constater qu'au sein du sanctuaire, on peut observer une architecture et une stylistique que l'on peut attribuer à une typologie proche-orientale de l'époque antique. Incidemment, l'intérieur du temple est pourvu de nombreuses chapelles collatérales s'ouvrant sur la nef centrale. Celles-ci sont elles-mêmes dotées de motifs et de bas-reliefs proche-orientaux classiques mettant en scène le dieu Baalshamin, mais également une seconde figure panthéonique, en l’occurrence le dieu Bēl. On peut en outre remarquer que le temple de Bacchus, à Baalbek — actuellement localisé au Liban —, est agrémenté d'éléments architecturaux notablement similaires.

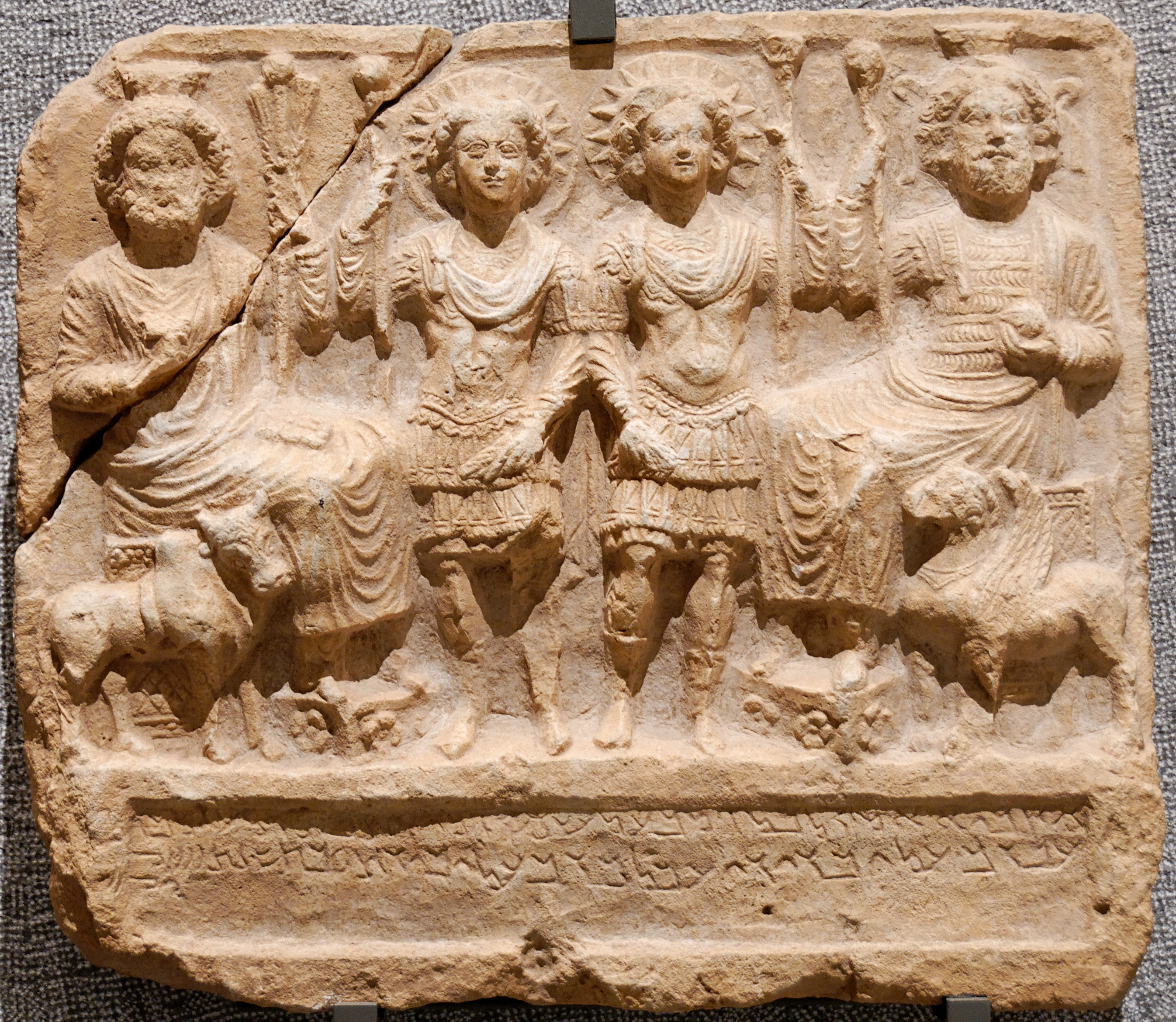
Sculpture en bas-relief de Baalshamin et Bēl, tous deux encadrant les divinités Yarhibol et Aglibol.

### Pilastres externes
Simultanément à la mise en œuvre du sanctuaire, trois rangées de pilastres sont érigées : deux sont élevées à la gauche et à la droite du temple, la troisième rangée étant sise à l'arrière de ce dernier. Ces trois rangées de colonnes encadrant le sanctuaire, forment ainsi un péristyle.
Par ailleurs, à l'instar de la colonnade de façade faisant office de portique, elle se présente sous un style architectural purement gréco-romain, et plus spécifiquement, de filiation stylistique rhodienne.

### Mise en perspective chrono-archéologique
Factuellement, l’érection du Temple de Baalshamin, s'inscrit dans un contexte chronologiquement significatif en regard de son architecture. La Syrie est devenue une province romaine, consécutivement à la victoire de Pompée sur le roi Mithridate VI, en 64 et 63 av. J.-C.. Cet événement a pour conséquence de mettre un terme final au règne dynastique des Séleucides. Le statut de province romaine de Syrie perdure jusqu'en 211 apr. J.-C. Par ailleurs, sur le chantier de fouilles de l'édifice religieux, les archéologues ont pu mettre évidence que le temple de Bacchus, d'architecture classique gréco-romaine, est pour la même époque (IIIe siècle) et pour la même région à l'époque également (la province romaine de Syrie), présente, de manière indubitable, de grandes similitudes avec le sanctuaire de Baalshamin, tant dans le style des ornements, que dans le type de mise en œuvre. Or, il est attesté que les élévations de chacun de ces deux édifices, sont contemporaines l'une de l'autre. Il résulte de ce constat que le bâtiment, dédié à Baalshamin, appartient également au mouvement « classique » architectural gréco-romain.

## Culte de Baalshamin
Le temple est dédié au culte du dieu phénicien Baalshamin.
Cette divinité du nord-ouest proche-oriental a subi maintes assimilations théologiques au cours de différentes époques antiques conférant à Baalshamin des attributions et/ou des fonctions divines diverses et souvent erronées.
Il est cependant consensuellement admis que la typologie théologique de ce dernier, se stabilise au cours du règne du roi Hadad Ier. La divinité panthéonique se concrétise dès lors sous la forme de dieu du ciel. Il faut également souligner que le théonyme Baalshamin apparaît, durant cette période, de manière fréquemment réduite au simple élément théonymique Baal, ou Ba'al. Cet élément théonymique se comporte tel un terme générique ; en outre, et à l'instar de Bel, il se traduit dans les deux cas par Maîtres de,.
Durant l'ensemble de l'ère pré-islamique, Baalshamin et Bēl, demeurent les deux principales divinités auxquelles on voue un culte à Palmyre. En outre, et à l'exemple de l'un des bas-reliefs qui ornementent l'intérieur du temple — voir la photo de bas-relief, ci-dessus —, il faut souligner que ces dernières sont fréquemment associées à deux autres figures divines dites mineures: Yarhibol, seigneur du printemps et du soleil et Aglibol dieu lunaire.